# Nusa Penida-Balinees
Nusa Penida-Balinees (Edyom: Basa Bali Nusapĕnida; plaatselijk: Basa Nosa) is een dialect van het Balinees, een Austronesische taal gesproken in Kloengkoeng, Bali (Indonesië). Zoals de naam al doet vermoeden, wordt dit dialect op het eiland Nusa Penida gebruikt. Het wordt echter ook gebruikt op kleine eilanden in de buurt, zoals Nusa Lembongan en Nusa Ceningan. 
Voorbeeldvideo
Taaldistributiekaart

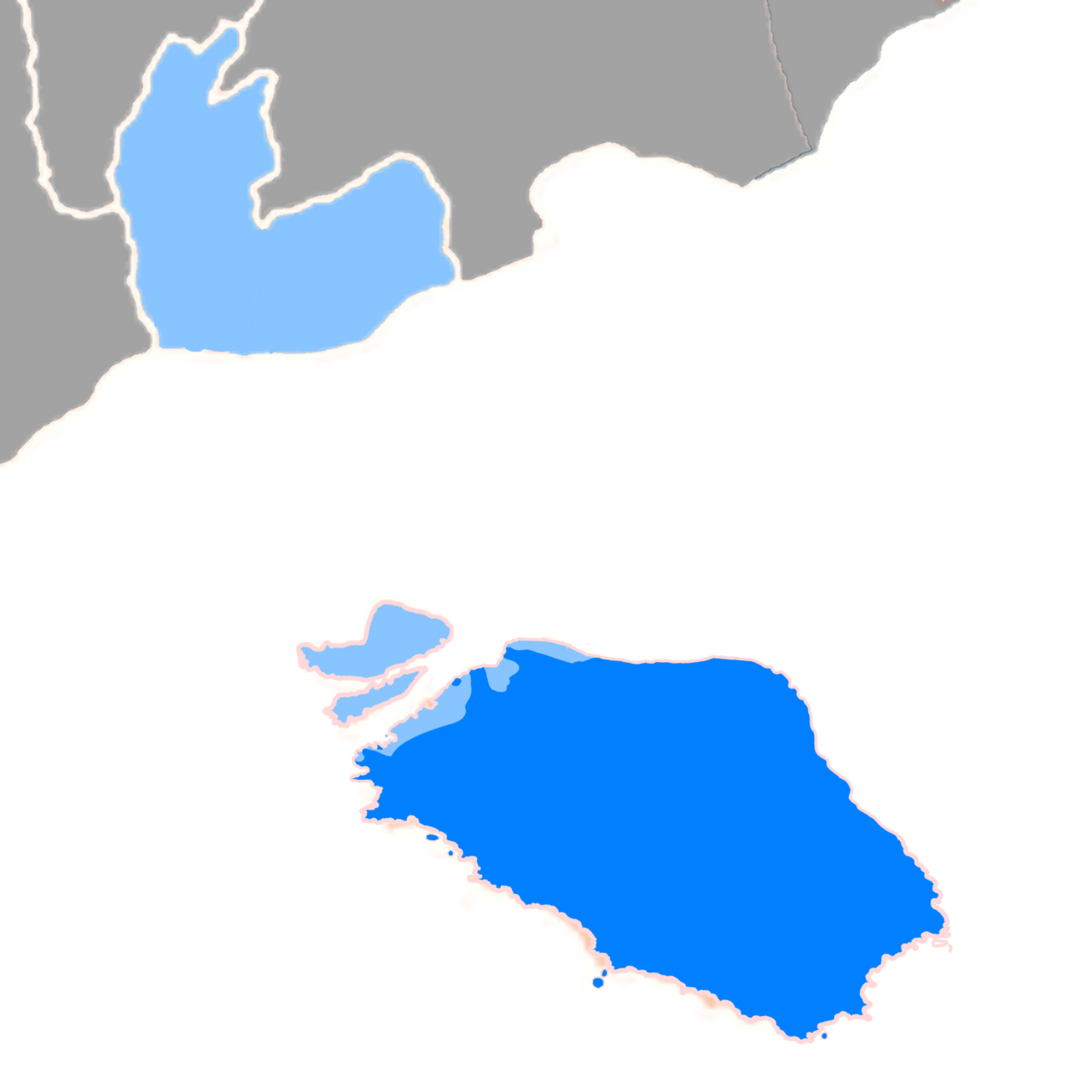
Verspreiding van het Nusa-dialect (donkerblauw in meerderheid, lichtblauw in minderheid)

Het Nusa Penida-dialect wordt ook buiten Nusa Penida gebruikt, voornamelijk als gevolg van de migratie van de sprekers na de uitbarsting van de vulkaan Agung in 1963. Een aantal sprekers verhuisden naar Zuid-Sumatra, met name naar Bandar Lampung, Palembang, Mesuji en Oost-Lampung. Het dialect wordt ook gebruikt op het vasteland van Bali, vooral in het districtsbestuurscentrum Kloengkoeng. 
Het Nusa Penida is onbegrijpelijk voor sprekers van het vasteland of standaard-Balinees. Het dialect lijkt op het Hooglandbalinees. In feite was de vroegste vorm van dit dialect het Hooglandbalinees, en er bestaat zelfs geen zekerheid over of het wel een apart dialect is. Soms wordt het geclassificeerd als hetzelfde dialect.
Wetenschappers denken dat het Balinese Nusa Penida-dialect een mengeling is van Sasak en Balinees, gezien dat de Sasak-dynastie ooit over het eiland regeerde en het vervolgens werd veroverd door de koning van de koninklijke dynastie Klungkung Bali, zodat de Sasak-taal in Nusa Penida werd geassimileerd met de Balinese taal. Deze taal kreeg in het verleden ook invloed van de Oud-Javaanse taal (Kawi), omdat het Majapahit-koninkrijk ooit het eiland beheerste, de Javaanse adel het eiland niet volledig verliet.
Het Nusa Penida-dialect wordt veel gebruikt op Nusa Penida in het regentschap Klungkung. Het is echter belangrijk op te merken dat niet alle gemeenschappen op Nusa Penida het Nusa Penida-dialect gebruiken. Er zijn verschillende groepen mensen die met verschillende dialecten communiceren. Op de eilanden Nusa Lembongan en Nusa Ceningan, die naast Nusa Penida liggen, evenals in een klein deel van Nusa Penida dicht bij deze eilanden, is er een duidelijk dialect dat nogal verschilt van het Nusa Penida-dialect. Een van de meest opvallende verschillen zit in woorden als "eda" (jij) en "kola" (ik) in het Nusa Penida-dialect. Sprekers van het Nusa Lembongan-dialect gebruiken woorden als "cai" of "ci" (jij) en "cang" (ik). Een ander voorbeeld is "əndək" (Nusa Penida-dialect) en "tusing" (Nusa Lembongan-dialect), "geleng-cenik", "hangken-kenken", enzovoort. Slechts 13 van de 16 dorpen in Nusa Penida gebruiken het Nusa Penida-dialect. De overige dorpen spreken het Nusa Lembongan-dialect of een dialect dat lijkt op het Klungkung-Balinees op het vasteland.

## Classificatie
- Austronesische talen
  - Malayo-Polynesische talen
    - Bali-Sasaktalen
      - Balinees
        - Hooglandbalinees
          - Nusa Penida

## Grammatica
Het volgende is een vergelijking van een aantal woordenschat in het Nusa Penida-dialect en het standaard Balinees:
| Nusa Penida         | Standaard Balinees | Indonesisch | Nederlandse |
| ------------------- | ------------------ | ----------- | ----------- |
| kóla, kéla          | tiyang, cang       | saya, aku   | I           |
| jaba                | dija               | dimana      | Waar        |
| eda, ida            | cai, wakker        | anda, kamu  | Jij         |
| lépéh               | kényél             | lelah       | moe         |
| hómah               | umah               | rumah       | Huis        |
| Hóba                | suba               | sudah       | Al          |
| hónya               | onya               | semua       | alle        |
| béhas               | Baas               | beras       | rijst       |
| béhat               | baat               | berat       | zwaar       |
| endék, taré         | tusing             | tidak       | Nee         |
| layah               | layah, séduk       | lapar       | hongerig    |
| toya                | toya, yeh          | air, ayer   | water       |
| dəpinñə             | dəpin              | biarkan     | laten       |
| póhun               | puwun              | terbakar    | verbrand    |
| paloh               | aluh               | mudah       | eenvoudig   |
| taloh               | taluh              | telur       | ei          |
| abian, kamol        | abian              | kebun       | tuin        |
| bénéh               | bénéh              | benar       | Juist       |
| mékrócokan, gelepih | mecanda, grapelih  | bercanda    | grapje      |
| hang                | anak, wång         | orang       | persoon     |

Als het in het standaard Balinees gebruikelijk is om de letter [u] als beginletter te gebruiken, dan wordt in het Nusa Penida-dialect de letter [u] vervangen en uitgesproken als [o].
Afgezien daarvan worden de letters [o] en [h] meestal vaker aan het begin van woorden gebruikt, bijvoorbeeld in de woorden "hómah", "hónya", "hóba", "hóbat" en "póles".
Hooglandbalinees · Laaglandbalinees · Middenbalinees · Nusa Penida
Balinees · Sasak · Soembawarees